# カステルノーダリ
カステルノーダリ （フランス語:Castelnaudary、オック語:Castèlnòu d'Arri）は、フランス、オクシタニー地域圏、オード県のコミューン。かつてはカタリ派の牙城であった。現在はミディ運河の主要川港を持つ。

## 地理

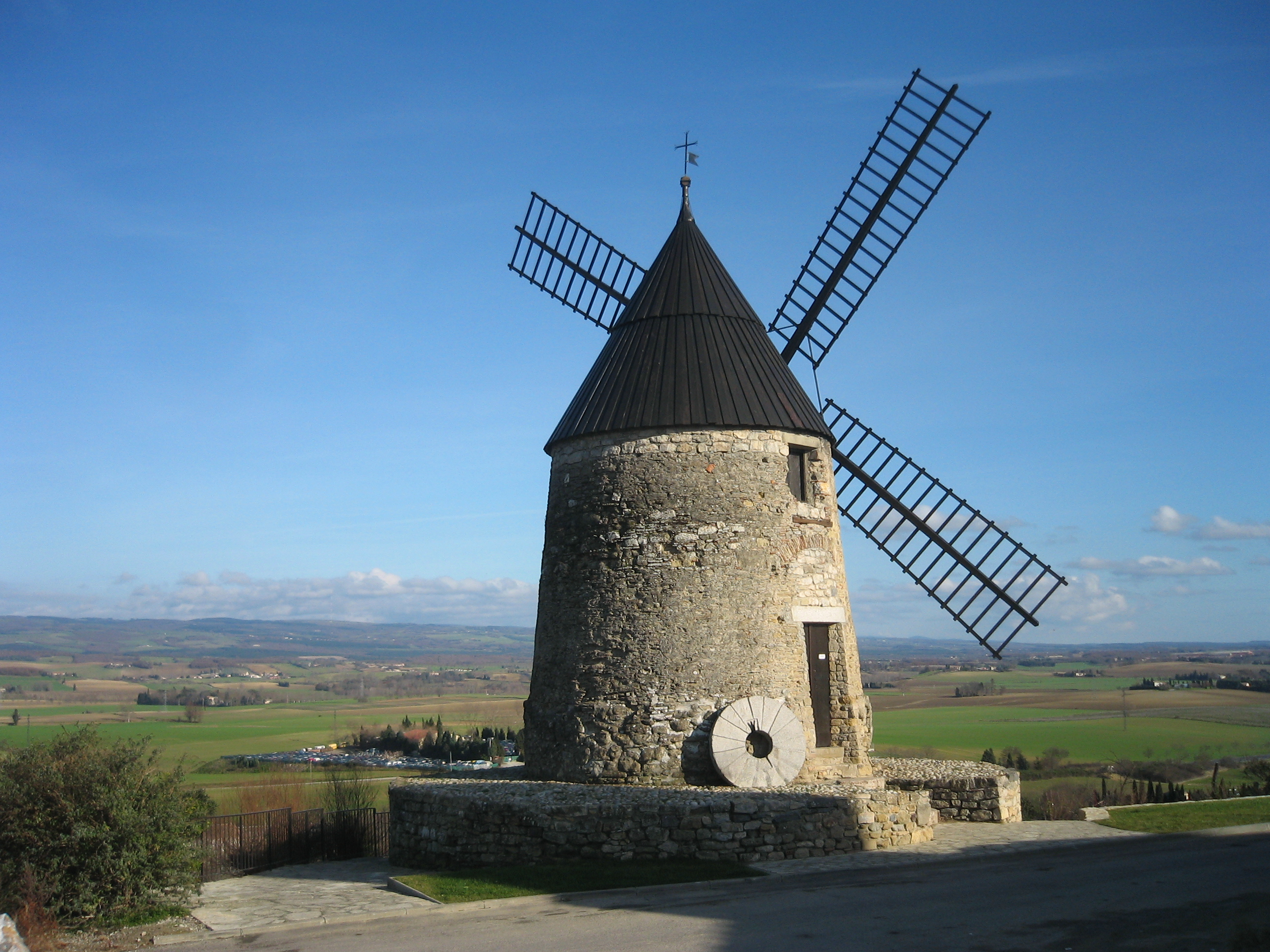
風車

かつてのローラゲ地方（fr）の中心地で、トゥールーズとカルカソンヌの中心に位置する。

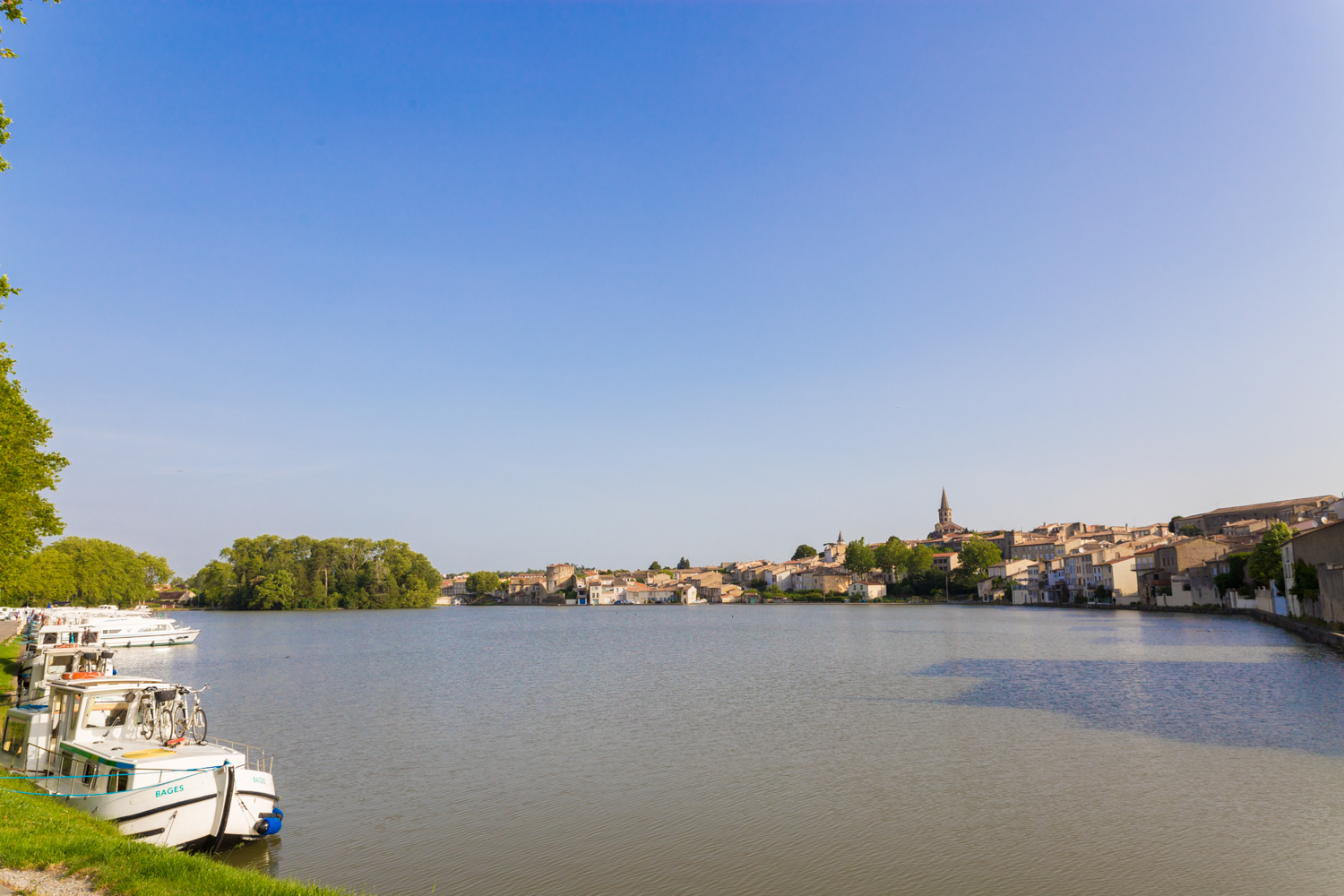
ミディ運河

## 歴史
1103年、château neuf d’AriusまたはCastellum Novum Arriという城の記述が最古のものである。
アルビジョワ十字軍の間、十字軍側の指揮官シモン・ド・モンフォール4世（シモン・ド・モンフォールの父）は、1211年にカステルノーダリ包囲戦を行った際、トゥールーズ伯とフォワ伯が本部を放棄した後占領した。
百年戦争中の1355年10月31日、エドワード黒太子率いるイングランド軍はカステルノーダリを略奪した。彼らは慎重に守りの固い都市を避けて、ボルドーの一部やビスカヤ、ナルボンヌに至るまでを大混乱に陥れた。都市は荒らされ破壊されつくされ、住民は虐殺された。

## 経済
食品製造、農産品加工が盛んである。

## 文化

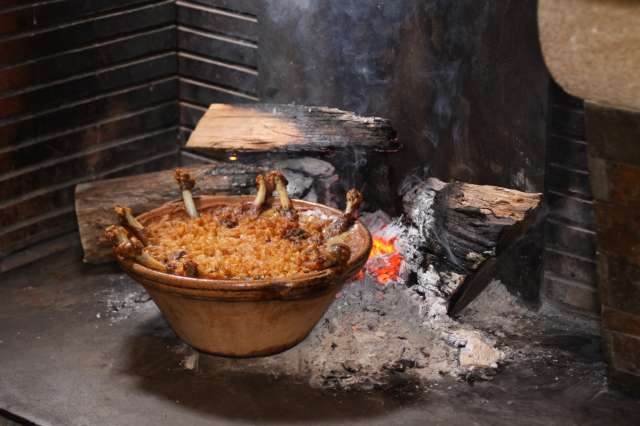
カステルノーダリのカスレ

カスレ発祥の地として知られる（トゥールーズやカルカソンヌとともに、発祥の地であると争っている）。

## 交通
- 道路 - A61
- 鉄道 - TGV、Téoz、TER。カステルノーダリ駅